# Waldemar Grzimek
Waldemar Grzimek (né le 5 décembre 1918 à Rastenbourg, en Prusse-Orientale, et mort le 26 mai 1984 à Berlin-Ouest) est un sculpteur, céramiste, lithographe, xylographe, dessinateur et médailleur allemand.

## Biographie

### Famille
Waldemar Grzimek est le fils de l'avocat Günther Grzimek (de) et d'Emmy Jansen de Bonn. Son frère aîné Günther (de) est un architecte paysagiste réputé.
Lors de son premier mariage, Grzimek se marie avec la peintre et céramiste Christa von Carnap (1921-2010) le 17 septembre 1941 à Berlin-Schöneberg. Le premier mariage de Grzimek se solde par un divorce vers 1950. Le second mariage de Grzimek est avec Lydia Schumann (1927-2016) en 1962.
Son fils Tomas (de) issu du premier mariage devient céramiste.

### Carrière
En raison de l'activité de son père en tant que député du Parlement prussien, la famille déménage à Berlin en 1925, où son père ouvre un nouveau cabinet d'avocats. Il a acheté un terrain comprenant deux maisons à Schönschhornstein près d'Erkner. Grzimek y passe une partie de son enfance et il a plus tard son atelier. En 1929, à l'âge de onze ans, il commence à modeler des animaux au jardin zoologique de Berlin. Là, il rencontre le sculpteur Hugo Lederer, professeur à l'Académie des arts de Berlin, qui apprend à Grzimek comment construire des échafaudages pour les sculptures. Au début de sa carrière, il réalise principalement des sculptures d'animaux. Sa première œuvre est un taureau bison. À l'âge de 12 ans, il remporte le premier prix lors d'une exposition canine à Berlin pour sa sculpture représentant un groupe de Skye terrier. En 1933, Grzimek, alors âgé de 15 ans, fait sensation avec ses sculptures lors d'une exposition à l'Académie des Arts. Un rhinocéros, un buffle d'Amérique et un croquis de la tête de son père sont exposés. Le sculpteur et professeur berlinois Richard Scheibe (de) exprime son intérêt personnel pour l'achat de la sculpture de rhinocéros.
En juin 1934, des sculptures d'animaux de la « Jeunesse hitlérienne Waldemar Grzimek » sont saluées dans l'exposition « L'artisanat colonial ». Cette exposition a lieu au Jardin zoologique de Berlin dans le cadre de « l'Après-midi colonial » le 29 juin 1934.
Après ses études, Waldemar Grzimek commence en 1937 un apprentissage de tailleur de pierre chez Philipp Holzmann AG (de) jusqu'à ce qu'il soit admis à étudier la sculpture avec Wilhelm Gerstel (de) à l'Université des arts de Berlin, qu'il abandonne en 1941 à cause de la guerre. À l'époque nazie, Grzimek est membre obligatoire de la Chambre des beaux-arts du Reich et peut participer à certaines expositions. Il participe à la Seconde Guerre mondiale en tant que membre de la marine et est notamment stationné à Flensbourg. Pendant cette période, il reçoit le Prix de Rome en 1942 avec un séjour d'études à la Villa Massimo.
Il perd ses premiers travaux dans un attentat à la bombe à Berlin. De 1945 à 1946, il termine ses études dans des circonstances provisoires. Après la fin de la guerre, grâce à l'intervention de Charles Crodel, il obtient en 1946 un poste d'enseignant à l'école d'art d'Halle (de) au château de Giebichenstein et commence à travailler avec Hedwig Bollhagen. À Halle, il entretient des contacts étroits avec Gustav Weidanz (de) et Willi Sitte (de). Il devient membre du groupe d'artistes « Le Bac (de) ». En 1950, il participe au concours de la RDA pour le projet d'un monument Thälmann à Berlin avec René Graetz (de) et Ruthild Hahne. Ce projet est abandonné en 1961.
De 1948 à 1951, il enseigne la sculpture à l'Université des arts de Berlin-Charlottenbourg. Grzimek est démis de ses fonctions d'enseignant en 1951 en raison de sa participation aux expositions et aux activités de l'Association des artistes visuels allemands (de) (VBKD). En 1952, il entreprend des voyages d'études en Union soviétique et en Italie. De 1956 à 1961, il est professeur de beaux-arts et d'arts appliqués à l'école d'art de Berlin-Weißensee (de).
Le jour de la construction du mur de Berlin en 1961, Grzimek se rend de Berlin-Est à Berlin-Ouest. Il se présente à un poste frontière et fait part de ses préoccupations, puis est arrêté, emprisonné, interrogé et finalement expulsé vers Berlin-Ouest. Même si Grzimek n'avait initialement pas l'intention de quitter le HBK Berlin-Weißensee et ses étudiants, il n'y est pas revenu. Il reste cependant membre de l'Académie des arts de la RDA, conserve ses titres et a continué à entretenir des contacts étroits avec des sculpteurs de la RDA. Il continue à exposer en RDA et ses œuvres sont acquises par des musées et des collections de RDA.
En tant que membre à part entière de l'Association des artistes allemands, Grzimek participe à un total de onze grandes expositions annuelles du DKB entre 1967 et 1984. En 1964, ses œuvres sont exposées à la Documenta 3 de Cassel dans le département de sculpture. Jusqu'à ce qu'il soit nommé professeur à l'Université technique de Darmstadt en 1967, Waldemar Grzimek travaille comme artiste indépendant à Berlin et à Friedrichshafen. De 1967 à 1984, Grzimek est professeur de design plastique à la TU Darmstadt.
La tombe de Grzimek se trouve au cimetière berlinois de Dahlem.

## Étudiants (sélection)
- Lutz Brockhaus (de)
- Albert Ebert (de)
- Friedrich B. Henkel (de)
- Richard Hess (de)
- Detlef Kraft (de)
- Siegfried Krepp (de)
- Margret Middell
- Harry Müller
- Hubert Petras (de)
- Jürgen Raue (de)
- Baldur Schönfelder (de)

## Prix
- 1959 : Prix national de la RDA de 2e classe pour sa contribution au monument de Buchenwald[8]

## Œuvres

### Œuvres sculpturales
Grzimek laisse derrière lui une importante œuvre sculpturale, dessinée, graphique et littéraire. Son travail est exposé dans des galeries à Berlin-Est et à Berlin-Ouest. À Berlin, il conçoit le monument Heinrich-Heine (de) sur la Weinbergsweg (1958, seconde coulée en 2002 à Berlin-Mitte) et la fontaine de la Wittenbergplatz (de) (1985). Grzimek créé un autre monument Heine pour le quartier des poètes de Ludwigsfelde, inauguré en 1956. En outre, sa grande sculpture Reiter auf strauchelndem Pferd orne le cimetière municipal de Biberach an der Riß et une porte en bronze décore l'allée du monastère Notre-Dame de Magdebourg (1976). Grzimek a illustré sa confrontation avec le national-socialisme en concevant la cloche de Buchenwald (de) dans le clocher du camp de concentration de Buchenwald (1958) et sous la forme d'un mémorial pour le camp de concentration de Sachsenhausen (1960). Grzimek collectionne l'art berlinois du XIXe siècle sous le nom de Studiensammlung. Cette collection est exposée dans plusieurs villes.
Il semble significatif qu'entre 1959 et 1960 l'artiste ait joué un rôle important dans la sélection des sculptures pour la résidence du Politburo du SED, alors en construction, dans la colonie forestière de Wandlitz. Outre de nombreuses autres œuvres d'artistes connus tels que Cremer, Drake, Hunzinger, Plietzsch, Geyer, Weidanz, Fritz Kühn, six de ses œuvres y sont/étaient disponibles.
Quatre de ses œuvres sont exposées depuis 2013 dans l'exposition « Kunstraum Innenstadt - Collection de sculptures de la cité forestière de Bernau ».

## Collections publiques et musées avec des œuvres de Grzimek (incomplet)
- Berlin : Nouvelle Galerie Nationale[22]
- Berlin : Galerie berlinoise[23]
- Berlin : Fondation du musée de la ville[24]
- Braunschweig : Musée Herzog Anton Ulrich, cabinet de gravure sur cuivre[25]
- Dresde : Collection de sculptures[26]
- Velten : Musée du four et de la céramique (de)[27]

## Publications (sélection)
- Deutsche Bildhauer des zwanzigsten Jahrhunderts. Leben, Schulen, Wirkungen. Moos, Munich, 1969.
- Deutsche Stuckplastik. 800 bis 1300. Propyläen Verlag, Berlin, 1975,  (ISBN 3-549-06608-2).
- mit Peter Bloch: Das klassische Berlin. Die Berliner Bildhauerschule im neunzehnten Jahrhundert. Propyläen Verlag, Francfort-sur-le-Main, 1978,  (ISBN 3-549-06631-7).
- Die Waldsiedlung – ein Sachbuch über „Wandlitz“. FB Verlag, Basdorf, 2005.